# PORTBASE
PORTBASE（ポートベイス）は、2025年3月20日に開業した、名古屋市港区金川町にある多目的ホールである。

## 概要
東邦ガスの工場跡地に三井不動産グループなどが開発を進める「みなとアクルス」内のウィルゾーン、みなとアクルスエネルギーセンターの西側に位置する。
当施設は名古屋のエンタメ会場不足を解消するため、サンデーフォーク、アミューズ、在名テレビ局5社など、計9社が合同会社ポートベイスを設立して事業が進められた。設計・施工は戸田建設株式会社。
ライブハウスだけでなく2.5次元舞台など長期公演にも対応する。
株式会社コムテックがネーミングライツ（施設命名権）を取得し、名称は「COMTEC PORTBASE」となった。

## 交通
- 名古屋市営地下鉄名港線「港区役所」駅2番出口より徒歩で約5分。[4]